# Romería de San Blas de Santiago de la Ribera

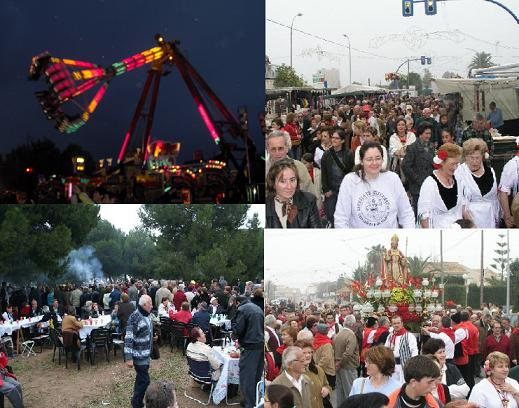
Diversos momentos de la romería.

La Romería de San Blas de Santiago de la Ribera es una fiesta popular de San Javier donde se traslada la imagen de San Blas desde la iglesia de Santiago de la Ribera a la ermita. Se celebra cada año el 3 de febrero con motivo de la conmemoración del santo. Desde 2004 está declarada Fiesta de interés turístico regional de la Región de Murcia.
La ermita de San Blas es consecuencia del establecimiento de los monjes trinitarios en el paraje conocido como "La Calavera" en el siglo XVI. Aunque la ermita se dedicó inicialmente a San Juan Bautista, poco a poco la devoción por San Blas se fue estableciendo en la comarca del Mar Menor.
Desde 1975 se realiza la romería en la que se traslada la imagen de San Blas desde la iglesia de Santiago de la Ribera a la ermita, siendo una romería muy concurrida en la comarca del Mar Menor. En ella participan las peñas huertanas que suelen lucir sus trajes típicos y grupos de caballistas con trazas rocieras.
Con motivo de la romería se realizan actividades festivas que incluyen preparaciones gastronómicas populares como migas murcianas,  paellas o el caldero del Mar Menor que es un arroz elaborado por los pescadores con pescado de la zona. También se instala un mercadillo artesanal y una feria con atracciones.

## Historia
Se propuso como idea en 1971, gracias a la iniciativa de Josefina Escudero, en la que en el día de San Blas, se realizara una romería, llevando al santo desde la Iglesia De Santiago Apóstol, hasta su ermita. Dicha romería, tuvo una gran aceptación entre la mayoría de los vecinos y vecinas, quienes apoyaron esta nueva iniciativa.
No fue hasta 1980, cuando se empezó a realizar la romería. Lo que no se esperaba nadie, es que esta romería tuviera tanto existo, tanto entre los vecinos del pueblo, como de toda la zona, siendo la romería más importante de la comarca del Mar Menor.
El día del santo, las personas del pueblo, y de los colindantes, van a rezar a la ermita. En el 2003, se construyó la nuevo ermita de San Blas, muy cerca de la anterior, donde se realizan las misas en honor al santo. En 2004, la Comunidad Autónoma de la Región de Murcia, nombró a la romería, Fiesta de Interés Turístico Regional.